# TOKYO幻想
『TOKYO幻想』（とうきょうイリュージョン）は、Λuciferの3枚目のシングル。2000年2月16日にポニーキャニオンよりリリースされた。
佐久間正英プロデュース。

## 概要
前作より3ヶ月ぶりとなるシングル。表題曲は前作・前前作に引き続きテレビ東京系アニメ『KAIKANフレーズ』オープニングテーマ（第37話 - 第44話）。2曲目の「LUCY」は同アニメの挿入歌。
3番目に売れたシングル。

## 収録曲
1. TOKYO幻想
作詞：森雪之丞／作曲：TAKUYA[3]／編曲：佐久間正英
2. LUCY
作詞：森雪之丞／作曲：ATSURO／編曲：佐久間正英
3. TOKYO幻想(off vocal version)
4. LUCY(off vocal version)